# Maomé Aljauade
Maomé Aljauade (em árabe: محمد بن علي الجواد; romaniz.: Muhammad ibn ʿAlī al-Jawād; Medina, 12 de abril de 811 – Bagdá, 29 de novembro de 835) foi o nono dos Doze Imames depois de seu pai Ali Arrida e antes de seu filho Ali Alhadi. Era conhecido como al-Jawād ("o generoso") e al-Taqī ("o piedoso"), mas também chamado Abu Ja'far al-Ṯāni ("o segundo Ab-Ja'far") e Ibn al-Ridha ( "o filho de al-Ridha"). Sua mãe, Sabika (ou Ḵayzarān), era uma escrava da Núbia da família de Maria al-Qibtiyya, que era a mãe escrava do jovem filho de Muhammad, Ibrahim.
Aljauade tinha cerca de quatro anos quando seu pai, Ali Arrida, foi convocado a Khorasan pelo califa Almamune que queria que ele se tornasse seu sucessor. Shia continuaria perguntando a al-Ridha, uma criança como Aljauade seria capaz de assumir a posição de Imamate, se algo acontecesse com ele (al-Ridha)? Al-Ridha os lembrava de Jesus que, segundo o Alcorão, também era muito jovem quando se tornou profeta.
Após a morte de al-Ridha (que os xiitas acreditam ter ocorrido por Almamune), o califa voltou a Bagdá e desta vez convocou Aljauade a Bagdá. Então ele deu sua filha, Ummu Fadhl, para ele em casamento, dizendo que queria ser avô na linha do Apóstolo de Deus e de Ali ibn Abu Talib. O próximo Imam, no entanto, nasceu de uma escrava, chamada Samanah. Aljauade não teve filhos de Umma Fadhl, que vivia reclamando com seu pai que Aljauade estava noivo de escravas. Almamune não iria assediar Aljauade, nem mesmo deixá-lo voltar para Medina com sua família, no entanto, o próximo califa, Al-Mu'tasim, o convocou para Bagdá novamente. Aljauade deixou seu filho, Ali Alhadi, em Medina e veio para Bagdá, onde não viveu mais de um ano. Aljauade morreu aos 25 anos, que foi a vida mais curta entre os imãs xiitas. Segundo algumas fontes, ele, como seu pai, foi envenenado por insistência de al-Mu'tasim, por sua esposa, Umma al-Fadhl. Ele foi enterrado ao lado de seu avô, Muça al-Kadhim, no Maghabir Ghoraysh, que mais tarde ficou conhecido como Kadhimiya.
Aceitar Aljauade tornou-se uma questão de controvérsia, tanto para os xiitas que não haviam experimentado um imã menor; e pelos abássidas que se opuseram ao seu casamento com a filha de Almamune. A oposição dos abássidas foi principalmente alimentada pelo fato de que eles estavam preocupados com as políticas pró-Alid de Ma'mun. Assim, eles convenceram Yahya ibn Aktham, o juiz principal dos abássidas, a humilhar Aljauade fazendo perguntas que ele talvez não pudesse responder. Para sua surpresa, no entanto, Aljauade foi capaz de responder a todas as perguntas. A mesma coisa aconteceu com xiitas proeminentes que se reuniram de todo o mundo islâmico para ver o jovem Imam e, segundo os xiitas, ficaram tão impressionados com ele que suas dúvidas foram dissipadas.

## Nomes e epítetos
Ele geralmente chamava Aljauade (o Generoso) e algumas vezes al-Taqi (o Piedoso), no entanto, o nome que os estudiosos xiitas costumavam narrar dele era Abu Jaʿfar al-Ṯāni (o segundo Ab-Ja'far). De acordo com Kulayni, ele também era chamado de ibn al-Ridha, significando o filho de Ali Arrida, pois era o único filho de seu pai. De acordo com Al-Dhahabi, Aljauade foi descrito como generoso, por isso foi chamado de Aljauade. Dhahabi também nomeia outros sobrenomes como al-Qani (o satisfeito) e al-Murtadha (está satisfeito) para Aljauade

## Ancestralidade

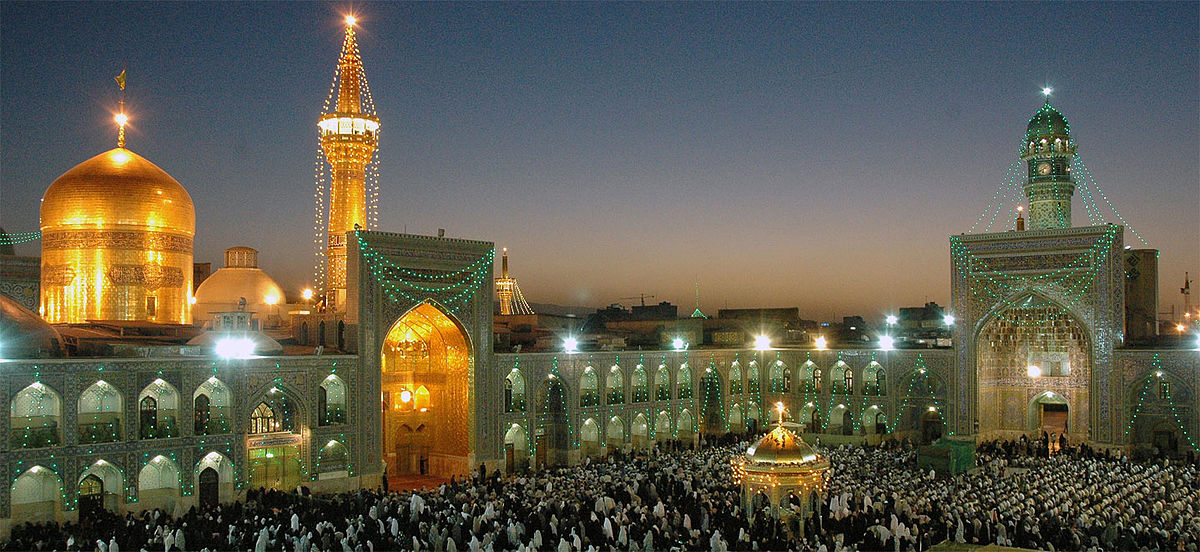
Santuário Imam Reza

Ele nasceu de seu pai, Ali Arrida e uma mãe cujo nome e origem não são totalmente conhecidos. De acordo com Madelung, ela era uma escrava da Núbia, chamada Sabika (ou Ḵayzarān) e era da família de Maria al-Qibtiyya, que era a mãe escrava do jovem filho de Muhammad, Ibrahim. Diz-se que seu nome original é Durra, que foi chamada de al-Khayzuran, por Ali Arrida.
De acordo com Kulaini, sua mãe era uma serva da Núbia chamada Habibi. No entanto, alguns dizem que ela era Khaizaran, uma garota do Império Bizantino.

## Vida

### Nascimento e início da vida
De acordo com Madelung, Aljauade nasceu no Ramadã 195/junho 811 em uma vila perto de Medina, chamada Surayya, que foi fundada por seu avô, Muça al-Kadhim. De acordo com Louis Medoff, a maioria das fontes Imami registram meados do Ramazan como o aniversário de Jawad, no entanto Ebn ʿAyyāš, acreditava que ele nasceu no décimo de Rajab (8 de abril) e apresenta Ziyarat al-Nahiya al-Muqaddasa, atribuído a Mádi, para este efeito; segundo o qual hoje em dia este dia é comemorado entre o aniversário de Shi'as Aljauade. Quando Aljauade tinha quatro anos, seu pai recebeu uma convocação do califa abássida, Almamune, pedindo-lhe para ser o sucessor de Almamune. Al-Ridha deixou Aljauade, de quatro anos, para trás em Medina para responder à convocação. Os xiitas questionaram se uma criança dessa idade poderia assumir a responsabilidade de seu pai como Imamate se algo acontecesse com seu pai. Em resposta, al-Ridha costumava contar a história de Jesus, que se tornou profeta ainda mais jovem.
Na família do Imam Rida e nas reuniões dos xiitas, o nascimento do Imam Jawad foi comemorado como um nascimento particularmente abençoado e auspicioso. Abu Yahya San’ani mencionou que: “Um dia eu estava com o Imam Rida, quando trouxeram seu filho Abu Jafar, que era uma criança na época. O Imam disse: 'Pois nunca houve um nascimento mais abençoado do que o seu nascimento.'' Parece que o Imam usava várias ocasiões como oportunidades para mencionar seu filho ao povo, e isso se tornou bem conhecido entre os xiitas e companheiros do Imam. Rida. Duas pessoas entre os xiitas – Ibn Asbat e Abbad ibn Ismail – mencionaram: “Estávamos na presença do Imam Rida, quando eles trouxeram Abu Jafar. Perguntamos: ‘Este é o filho abençoado e auspicioso?’ O Imam respondeu: ‘Na verdade, este é ele, de quem nenhum nascimento no Islam se igualou em bênção.”

### Califas que viveram na época do Imam
O imamato do Nono Imame coincidiu com o califado de dois califas abássidas, Mamun (193-218) e Mutasim (218-227). Ambos os indivíduos forçaram o Imam Jawad a deixar Medina e fixar residência em Bagdá, o que estava de acordo com uma tática política iniciada por Mamun em relação ao Imam Rida. Lá, na capital do mundo islâmico, as atividades do Imam Jawad foram monitoradas de perto pelo califa e pelos seus muitos agentes.

#### Reinado de al-Ma'mun (r.813–833)
o califa al-Maʾmun, afastando-se das políticas anti-xiitas estabelecidas por seus antecessores, escreveu a Ali b. Musa em 201/816 convidou o imã a ir de Medina para sua capital em Marw (agora no Turcomenistão) no Khurasan. Al-Maʾmun agora havia efetivamente decidido tentar uma grande reconciliação entre os ramos ʿAlid e Abássida do clã de Banu Hashim do Profeta, nomeando Ali b. Musa como seu herdeiro aparente. De acordo com alguns relatos xiitas, Mamun inicialmente propôs renunciar ao califado em favor dele. O Imam resistiu às suas propostas durante cerca de dois meses, mas finalmente consentiu com relutância na nomeação como herdeiro do califado. No caso, as bandeiras pretas dos Abássidas foram substituídas, pelo menos durante alguns anos, por verdes, significando a reconciliação Abássida-ʿAlid. Esta decisão despertou forte oposição da família Abássida.

#### Casamento (c.817)
Em 202/817, as relações entre al-Maʾmun e Ali al-Rida foram ainda mais fortalecidas pelo casamento entre o imã xiita e uma das filhas do califa abássida, bem como outro casamento arranjado entre o filho do Imam al-Rida e o futuro sucessor Maomé, que tinha então apenas seis anos e permaneceu em Medina, e outra das filhas de al-Maʾmun, Umm al-Fażl. O noivado de al-Jawad com Umm al-Fażl, filha do califa fazia parte da política de al-Ma'mun em relação à família -Alid; Estes casamentos nunca tiveram a intenção de ser outra coisa senão alianças políticas e certamente não foram vistos como uma mudança para uma dinastia alternativa, uma distinção que talvez não tenha sido totalmente apreciada pela família Abássida e pelos seus apoiantes em Bagdad. As fontes parecem concordar que pai e filho se casaram ao mesmo tempo com duas filhas do califa. Quanto ao casamento de al-Jawad, foi obviamente uma cerimónia de noivado limitada, tendo al-Jawad apenas sete anos de idade e nem sequer presente. Fontes históricas mencionam mais um evento em 215 A.H. cerca de treze anos após o primeiro registro da aliança em 202 A.H. A única fonte histórica que situa o casamento em 204/5 é Tarikh Bagdá que, segundo Managib, diz ter tinha nove anos quando isso aconteceu. De acordo com fontes biográficas, o noivado/casamento de al-Jawad ocorreu não em 202 A.H., mas após a morte de al-Rida, quando o califa chegou a Bagdá. O historiador de tendência xiita al-Mas'udi diz que ele mandou chamar al-Jawad, instalou-o perto de seu palácio e decidiu casá-lo com Umm al-Fażl. A maioria dos relatos situa sua idade entre nove e dez anos, embora dois relatem que o encontro inicial entre o califa e o imã ocorreu quando a criança tinha onze anos.

#### Morte de seu pai (c.818)
De acordo com vários relatos, o vizir persa Fażl b. Sahl estava escondendo de Maʾmūn a seriedade da oposição no Iraque e foi Rida quem abriu os olhos para isso e o instou a retornar a Bagdá, a fim de restaurar a paz com sua presença. Com a avaliação de Rida sobre a situação apoiada por vários chefes do exército, Mamun decidiu partir para o Iraque. Pouco depois, em 203/818, quando al-Maʾmun partiu para Bagdá levando Ali al-Rida com ele, o imã morreu repentinamente em Tus. Os xiitas alegaram que havia uma forte probabilidade de que o imã pudesse ter sido realmente envenenado por instigação de al-Maʾmun, que então tentou reverter a sua política para agradar a oposição abássida em Bagdá. Seja como for, al-Maʾmun enterrou Ali b. Musa al-Rida próximo ao túmulo de seu próprio pai, Harun al-Rashid. Uma nova cidade, chamada Mashhad (lugar do mártir) desenvolveu-se em torno do local de sepultamento do Imam al-Rida, representando o santuário xiita mais importante da Pérsia.
Muhammad Taki (o Piedoso), que às vezes também era chamado de Jawad (o Generoso), tinha nove anos de idade (alguns dizem sete) na época da morte de seu pai. Ele estava morando em Medina.

#### Convocado para Bagdá (c.819)
Foi apenas cerca de dois ou três anos após a morte de al-Rida e um ano depois de al-Ma'mun ter chegado a Bagdá, de onde mandou chamar o jovem Maomé para viver na corte sob supervisão. O califa demonstrou muito carinho por Mohammad al-Jawad e decidiu casá-lo com sua filha Zaynab, conhecida como Omm-al-Fażl. É contestado se o noivado ocorreu antes ou depois da morte de Ali al-Rida, mas em qualquer caso, desagradou elementos anti-ʿAlid da corte abássida. Embora um relatório isolado afirme que alguns cépticos não identificados inicialmente duvidaram da linhagem de Maomé, em parte com base na sua cor escura da pele, não há provas de que isto tenha desempenhado qualquer papel no descontentamento abássida sobre o noivado. as frases reais que formam a base dos textos históricos e o conteúdo das suas cartas de protesto ao califa e, de facto, a interpretação delas por estudiosos posteriores, sugerem que os seus receios eram dirigidos a a escolha de um herdeiro, uma situação mais aplicável a al-Rida do que a al-Jawad, que em nenhum lugar é mencionado como tendo sido considerado herdeiro do trono. (eardrop-36) A reação do califa aos dissidentes em Ithbat pelo historiador Masudi é simplesmente que "ele é por Deus mais conhecedor de Deus, Sua Sunna e ahkam (leis) do que a maioria de vocês". Aqueles que se opuseram ao noivado conspiraram para que o juiz-chefe abássida (qāżi'l-qożāt), Yahya ibn Akṯham, realizasse disputas religiosas (monāẓara) no tribunal, de modo a humilhar o jovem Imam. O juiz interrogou Maomé com cenários teóricos relativos ao hajj e várias questões relativas à lei religiosa (feqh), e diz-se que o Imam respondeu triunfantemente às suas difíceis perguntas. Os Imamis consideram estas disputas cruciais. evento no imamato de Maomé e citá-los regularmente como sinais seguros (dalāʾel) de seu conhecimento excepcional
Não há nenhuma evidência concreta que indique onde al-Jawad estava entre 205 A.H. e 215 A.H. É possível que o jovem Imam de fato tenha permanecido na corte durante esses dez anos, apesar das contínuas suposições dos xiitas de que ele retornou a Medina após o casamento. , que ocorreu em 204-5 A.H., e viveu lá até partir para ver al-Ma'mun em 215 A.H. Esses últimos anos são, em sua maior parte, ignorados nas fontes que preferem concentrar sua atenção no problema de seu idade e nas contas do seu noivado e/ou casamento. De acordo com Donaldson, cerca de um ano após o casamento, o califa permitiu que al-Jawad e sua jovem esposa fossem morar em Medina. Os líderes abássidas concordaram totalmente com isso, pois odiavam ver a preferência que lhe foi demonstrada em Bagdá. Em Medina viveu de forma simples, à maneira dos Imames anteriores, durante cerca de três anos, encontrando aqueles que vinham prestar-lhe os seus respeitos, dando generosamente aos pobres e evitando a participação nos assuntos públicos.
De Medina, ele e a esposa retornaram a Bagdá a tempo de assistir ao casamento magnificamente celebrado do califa, quando, sete anos depois de seu noivado, Ma'mun se casou com Buran, a filha de dezoito anos do governador Hasan ibn Sahl. Durante os oito anos em que o Imam viveu em Bagdá, ele se dedicou principalmente ao ensino. Algumas de suas palavras que são lembradas são mencionadas por Ibn Khullakan. Uma delas era a favor do despertar precoce, nomeadamente, que Ali ibn Abu Talib tinha dito que uma vez, quando Maomé o enviou ao Iémen, disse-lhe: “Ó Ali, aquele que pede o bem (a Deus) nunca fica desapontado; e aquele que pede (Seu) conselho nunca tem motivo para se arrepender”.

#### Reinado de al-Mu'tasim (r. 833–842)
Ma'mun morreu em 218/833 e foi sucedido por seu irmão, Mu'tasim. Após a morte de Ma'mun, o Imam Muhammad Taki voltou com sua família para Medina, onde permaneceram apenas um pouco mais de um ano. Quando al-Mu'tasim se tornou califa (r. 218-27/833-42), ele continuou a política de al-Ma'mun de simultaneamente apaziguar e conter grupos pró-Alid; talvez para promover essa política, ele convocou Mohammad de Medina para Bagdá no final do Moharram 220/fevereiro de 835 e fez com que ele e sua esposa, Umm-al-Fażl, ficassem na corte. Ele escreveu a Abd al-Malik al-Zayyat para facilitar a partida do Imam e sua esposa, e o Imam chegou à capital no ano 220. Muhammad al-Jawad morreu no mesmo ano na capital abássida; ele tinha vinte e cinco anos de idade. Durante essa curta janela, fontes xiitas acusam al-Mu'tasim de múltiplas tentativas de desacreditar al-Jawad e finalmente assassiná-lo. Fontes xiitas retratam seu relacionamento como de suspeita e hostilidade. Foi supostamente uma revisão geral de sua situação que levou o califa a convocar al-Jawad, embora as razões precisas por trás de sua ansiedade não sejam explicadas. De acordo com o historiador xiita Mahdi Pishvai, Mu'tasim trouxe o Imam para Bagdá, a fim de ficar de olho em suas atividades. Nos dez meses entre sua chegada a Bagdá e sua morte, as fontes acusam o califa de tentativas contínuas, inicialmente para desacreditá-lo e, em seguida, para fornecer justificativa para causar sua morte.
Uma tentativa direta de enquadrá-lo como um reivindicador ativo de poder e uma ameaça ao califado é relatada na fonte al-Kharaij de Ibn Awrama. O califa alegou que cartas relacionadas à rebelião proposta foram tiradas de servos do Imam. O relato é concluído com al-Jawad desmascarando as mentiras das testemunhas invocando a poderosa intervenção de Deus. uma tentativa mais sutil, e possivelmente mais crível, de desacreditar al-Jawad foi abandonada antes mesmo de ser colocada em prática, por causa do conselho de um xiita que estava incluído no círculo de Ibn Abi Duwad. Ahmad ibn Hammad al-Marwazi, que desempenhou um papel importante na transferência do Imamato para al-Hadi, filho de Jawad, ouviu falar do plano do qädi que era muito influente entre os conselheiros do califa. O califa havia sugerido que o apoio de al-Jawad, e sua reivindicação de ser o hujja, seriam prejudicados se ele fosse visto em estado de embriaguez, fortemente perfumado. Em contraste com outros presentes, que pensaram que isso destruiria, sem dúvida, a crença no Imamato de al-Jawad, al-Marwazi explica ao qädi que essa certamente não seria a reação "dessas pessoas", com quem ele se misturava facilmente e com cujas crenças ele estava familiarizado:

Eles dizem que em cada era Deus tem na Terra um hujja para atuar como um intermediário entre Ele e Sua criação. Se existe alguém na mesma era que tem qualificações semelhantes ou melhores em descendência e nobreza, a evidência mais convincente [para o verdadeiro hujja] é a maneira como o Sultão direciona [seus esforços] contra ele entre seus pares.
Sua opinião foi passada ao califa que compreensivelmente se desesperou ao ouvir isso, de descobrir qualquer maneira de derrubar al-Jawad de seu pedestal de irrepreensibilidade e reputação.
Em outro caso, al-Jawad compareceu a uma reunião organizada por Mu'tasim, para decidir qual seria a punição islâmica correta para um ladrão. Nesta reunião, o juiz de Bagdá (Ibn Abi Duwad), bem como outros, ficaram envergonhados diante do califa como resultado da decisão do Imam. Depois de alguns dias, Abi Duwad visitou Mu'tasim e, por um sentimento de ciúme e ódio, disse ao califa: "Já que desejo o melhor para você, queria lhe dizer que o que aconteceu há alguns dias não era do melhor interesse do seu governo. Durante essa reunião, você selecionou o edito religioso de Abu Jafar (Imam Jawad) em detrimento do de todos os outros estudiosos e funcionários do governo. Isso enquanto pelo menos metade dos muçulmanos considera Abu Jafar como seu califa legítimo e o considera um usurpador de sua posição. A notícia disto se espalhou entre o povo e mostrou ser uma prova decisiva em relação à sua posição entre seus seguidores.” Mu'tasim, que era bastante sensível provocado à ação por estas palavras, e decidiu matar o Imam.

### Vida pessoal
Sua vida de casado com a filha do califa, Zainab, que mais tarde ficou conhecida como Umm Fazl, teria sido infeliz, pois a conduta desta sua esposa legal não conduzia à amizade e ao amor mútuo que deveria existir entre marido e mulher. Para criar inimizade contra ele, ela escrevia ao pai cartas depreciativas sobre o marido, dizendo que ele se associava com escravas. Ele a repreendeu por fazer tais acusações e por tornar ilegal o que Deus havia tornado lícito. Uma dificuldade que ocorreu mais tarde em Bagdá entre o Imam Taki e Umm Fadl envolveu a família real em considerável constrangimento. De acordo com uma tradição que é atribuída a Hakimah, a irmã do Imam Rida, Umm Fadl disse a ela que uma vez uma mulher incrivelmente bela veio vê-la e informou-a de que ela também era a esposa do Imam Taki. E Umm Fadl disse que em sua angústia, enquanto chorava em seu travesseiro naquela noite, seu ciúme se transformou em pura raiva, e ela se levantou e foi até o pai dela e reclamou que o marido não apenas a havia desonrado com desprezo, mas que a conduta dele era um insulto também ao pai dela e à dinastia abássida '' Aconteceu - ela explicou a Hakimah - que meu pai estava sob sob a influência da bebida, e ele pegou sua espada e chamou seu cavalo e seus vassalos, e foi imediatamente para a casa do Imam. Lá ele encontrou o ofensor dormindo, e o cortou repetidamente com sua espada, de modo que os espectadores pensaram que ele o havia cortado em pedaços. Mas na manhã seguinte, quando sóbrio, o califa arrependeu-se profundamente do que tinha feito e mandou perguntar pela saúde do Imam, e o mensageiro regressou para dizer que o tinha visto empenhado nas suas orações matinais, como de costume. O califa, porém, enviou novamente uma mensagem para fazer uma investigação mais específica e soube que o Imam disse que uma camisa especial que ele usava devia tê-lo protegido. No entanto, para expressar sua vergonha e tristeza, o califa enviou ao Imam como presente o cavalo que ele havia montado e a espada que empunhara na noite anterior. E, além disso, "'Umm Fadl continuou, ele me repreendeu severamente e declarou que se eu voltasse a vê-lo com queixas contra meu marido, ele se recusaria a me ver enquanto eu vivesse." Foi dito que algumas pessoas consideraram este o motivo do envenenamento do Imam pelas mãos de Umm Fazl. Umm Fazl, após a morte do Imam, juntou-se à corte de Mu'tasim. O Imam não teve filhos de Umm Fazl e seus filhos eram de uma escrava marroquina chamada Samana. Em algumas fontes, seu nome é registrado como Susan (Lily), e ela era chamada de Durrah-i-Maghribiyya, a Pérola do Ocidente, o que indicaria que ela era cativa de uma das nações cristãs. Em todas as fontes, dois filhos do Imam chamados Ali Al-Hadi (o 10º Imam dos Xiitas) e Musa Mubarqa são mencionados, e a linhagem do Imam continuou através destes dois. Em alguns livros genealógicos, outros filhos foram atribuídos ao Imam, com diferenças. Não há menção deles em fontes antigas. São citados nomes de diversas meninas; O Xeque Mufid mencionou duas de suas filhas como Fátima e Imamah, mas os nomes das filhas do Imam, Khadijah, Hakimah e Umm Kulthum, estão registrados em Dalai al-Imamah. Fakhr Razi também acrescentou os nomes de Behjat e Barihe a eles e mencionou que nenhuma das meninas tinha descendentes. Aparentemente, a mãe de todos os filhos do Imam era Samana.

## Morte

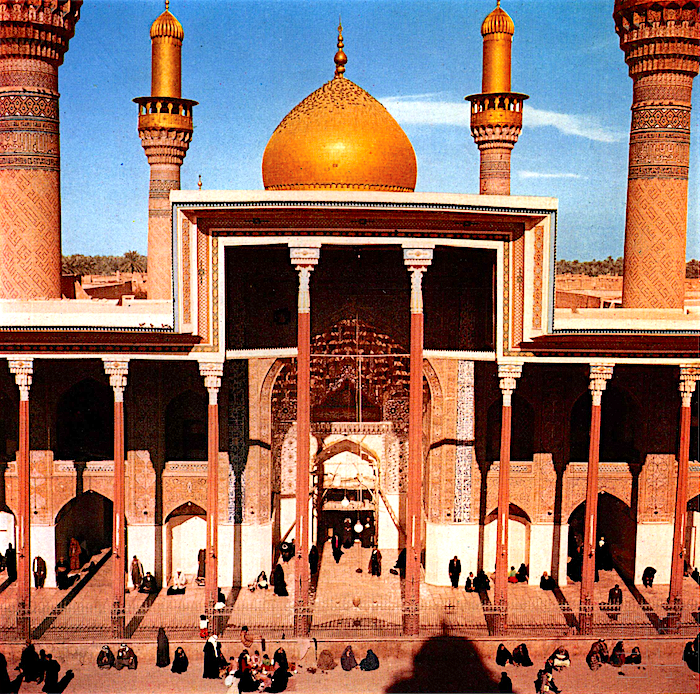
Entrada do Santuário Kadhimayn, Bagdá, 1958

Muhammad al-Jawad morreu em Bagdá em 6 Dhu'l-Hijjah/30 de novembro de 835 e parece ser a data mais bem atestada. depois de chegar lá em Muharram 220 (janeiro de 835) a pedido de al-Mu'tasim Ele morreu aos vinte e cinco anos, tornando-o o de vida mais curta dos Twelver Imams. (Medof-2016) As fontes podem concordar quanto à data da morte, mas divergem quando se trata da questão de como Muhammad al-Jawad morreu. Com surpreendente consistência, os historiadores clássicos mais conhecidos silenciaram sobre o assunto. Al-Tabari, Khatib al-Baghdadi, Ibn al-Jawzi, Ibn Athir, Ibn Khallikan, al-Dhahabi e al-Safadi (em suma, todos os principais estudiosos medievais sem compromissos xiitas que mencionam a morte de al-Jawad ) não comentou a causa da morte do nono imã. mas o estudioso de Maliki do século XV, Ibn al-Ṣabbāgh, no seu Fusūl al-muhimmah, admite que é uma possibilidade que ele tenha sido envenenado – este é o único escritor sunita medieval que faz tal concessão. Em contraste, quase todos os estudiosos xiitas discutiram as circunstâncias de sua morte, que atribuíram ao califa abássida al-Muʿtasim (falecido em 227/842). O eminente tradicionalista xiita do século X, Ibn Babawayh, por exemplo, afirmou claramente no seu Credo Xiita (Risalat al-iʿtiqadat) que o Imam al-Jawad foi envenenado por al-Muʿtasim. Apesar da erudição e influência de Ibn Babawayh, nem todos os estudiosos xiitas concordaram com o seu relato sobre o falecimento do nono imã. O aluno mais importante e influente de Ibn Babawayh, al-Shaykh al-Mufid, contradisse explicitamente o seu professor neste ponto. Em seu Livro de Orientação, al-Mufid afirmou que não havia relatos confiáveis de que al-Jawad tenha sido envenenado ou assassinado.
Durante séculos, estudiosos xiitas afirmaram que o governo abássida assassinou vários imãs xiitas. Estas afirmações têm sido frequentemente acompanhadas por preocupações de que as autoridades antagónicas aos xiitas tenham imposto o silêncio sobre o assunto, numa tentativa de apagar o acontecimento da memória pública. Um moderno biógrafo xiita de al-Jawad expressa esta preocupação explicitamente, dizendo: “Todos os livros de história e tradição escritos por estudiosos sunitas silenciam sobre este facto [o martírio de al-Jawad]. Tudo isto se deve à incrível influência do Governo e ao sentimento de medo por parte destes escritores e académicos e nada mais.” Ibn Babawayh registrou relatos de martírio para cada imã (excluindo o décimo segundo, é claro), em cada caso citando a pessoa responsável pelo assassinato. No Livro de Orientação, no entanto, al-Mufid argumentou que apenas cinco dos imãs foram mortos: Ali (o primeiro imã), al-Hasan (segundo), al-Husayn (terceiro), Musa al-Kazim (sétimo), e Ali al-Rida (oitavo).
Embora a forma de sua morte seja dada de forma diferente pelos autores xiitas, eles atribuíram a morte de at-Taqi ao envenenamento por sua esposa, Umm al-Fazl, por instigação de Mu'tasim. (medof-2016) No Estabelecimento da Herança, o califa abássida al-Muʿtasim teria conspirado com seu sobrinho, Jafar, para matar o imã. a mando do califa, Jafar abordou sua irmã, Umm al-Fazl, que era casada com o imã. Alimentando o ciúme da irmã pela preferência de al-Jawad por outra esposa, Jafar induziu-a a envenenar o marido. O ciúme de Umm al-Fazl está relacionado ao fato de ela não ter filhos, e diz-se que a arma do crime foram uvas envenenadas. Apesar do aparente arrependimento por seu envolvimento, Umm al-Fazl foi amaldiçoada com uma doença chamada nasura, um termo arcaico para úlcera ou tumor.

### Funerais e sepultamento
O cadáver do Imam al-Jawad foi preparado, lavado e envolto. Al-Wathiq (mais tarde califa abássida) e al-Mu'tasim ofereceram a oração (pelos mortos) no cadáver. O cadáver do imã foi levado ao cemitério dos coraixitas escoltado por uma grande multidão. Foi um dia memorável que Bagdá nunca tinha testemunhado antes. Dezenas de milhares de pessoas se aglomeraram em uma triste procissão mencionando as virtudes deste grande imã e lamentando por ele e pensando na grande perda que os muçulmanos sofreram. Uma sepultura foi cavada ao lado do túmulo de seu avô, Imam Musa bin Ja'far al-Kadhim (em Bagdá). O túmulo está agora contido no santuário duplo de Kazimayn. Imam al-Jawad viveu vinte e cinco anos. Ele era o mais jovem dos imãs.

#### Santuário de al-Kazimayn
qualquer pessoa que se aproxime de Bagdá pelo norte ou pelo oeste ficará impressionada com a visão dos quatro minaretes dourados em Kazimayn, o Santuário dos Dois Kazims, Musa ibn Ja’far e Muhammad Taki al-Jawad. Durante o período ʿAbbāsid, o cemitério em Kazemayn serviu como local de sepultamento para os coraixitas e os descendentes do profeta Maomé (Ashraf). O cemitério também era chamado de Maqābir Bāb-al-Tebn (cemitério do Portão de Palha), devido à sua proximidade com aquele portão. Após o enterro dos dois Imames, o nome foi mudado para al-Mašhad al-Kāẓemi e Kazimayn, e o local adquiriu sua santidade entre os Doze Xiitas. Esta santidade levou os xiitas a se estabelecerem na área circundante. Não se sabe quem foi o primeiro a construir o santuário em Kazemayn, mas, de acordo com a tradição xiita, algum tipo de construção já existia durante o período de Harun al-Rashid (r. 170-91/786 -809). Em 336/947, o Buyid Amir Moʿezz-al-Dawla (r. 334-45) mandou erguer duas cúpulas de madeira acima das duas sepulturas, e uma parede circundante foi construída. Durante a conquista mongol em 1258, os túmulos em Kazemayn foram queimados e os túmulos califais em Rosāfa foram fortemente danificados. A cidade em si, porém, sofreu menos que Bagdá. O atual magnífico santuário foi construído pelo Xá Esmāʿil I (r. 908-30/1502-24). O sultão otomano Solaymān Qānuni (r. 926-74/1526-66) continuou a construção, mas ela foi concluída apenas sob Salim II em 978/1570, demonstrando os benefícios que foram acumulados para as cidades-santuários devido à rivalidade otomano-iraniana em seu desejo dominar os assuntos xiitas no Iraque. Durante o século XIX, a peregrinação xiita ao santuário tornou-se uma importante fonte de renda para Kazemayn. A maioria dos peregrinos visitou primeiro Kazemayn e Bagdá e depois foi para Karbala e Najaf. Após a invasão liderada pelos EUA em 2003. A ascensão dos xiitas do Iraque a uma posição política dominante após a invasão liderada pelos EUA em 2003 beneficiou economicamente Kazemayn. Kazemayn sofreu uma série de ataques terroristas; o evento mais terrível ocorreu em 31 de agosto de 2005, quando aproximadamente 1.000 peregrinos xiitas comemorando a morte do Imam Musā al-Kāẓem morreram em uma debandada na ponte al-Aʾemma (Jesr al-Aʾemma) sobre o Tigre, após rumores de um ataque terrorista iminente ( New York Times, 1º de setembro de 2005). Estes ataques, no entanto, não perturbaram o fluxo de peregrinos para a cidade, que ascendeu a centenas de milhares durante as datas de comemoração dos dois Imames.

## Imamato

### Designação como Imam
As provas do imamato de Javad, como outros imãs, são textos gerais e textos especiais que foram incluídos neste capítulo do Profeta e dos Imames, especialmente o Imam Reza. Em fontes de hadith xiitas, há hadiths e textos claros das palavras do Imam Reza sobre a nomeação do Imam Javad como imã depois dele por meio de companheiros como Ali bin Jafar (tio do Imam Reza), Safwan bin Yahya, Muammar bin Khalid, Husayn bin Yasar e outros que Foi narrado que o Imam Reza e o Imam Javad eram companheiros confiáveis e confiáveis. Como Reza teve um filho muito tarde, houve preocupações entre os xiitas e até mesmo o grupo Waqifa usou isso como desculpa para negar o Imamato de Reza. Por esse motivo, após o nascimento de seu filho, eles anunciaram que essa criança separou o certo do errado. Após o nascimento do Imam Javad, o Imam Reza, de várias maneiras, como mostrando o selo de seu Imamato aos seus companheiros e mencionando que nenhuma criança nasceu mais abençoada do que ele - porque a suspeita do grupo waqif foi ineficaz - enfatizou seu Imamato depois de si mesmo.
Na época da morte de Ali al-Rida (203/818), Maomé, seu único filho, tinha sete anos. Sua juventude se tornou motivo de controvérsia entre os xiitas, alguns perguntando como um menino assim poderia ter o conhecimento necessário para ser o Imam., causando assim mais divisões entre os seguidores de al-Rida. Al-Mas'udi menciona que por causa da idade de Muhammad al-Jawad, o nono Imam, os seguidores de al-Rida estavam confusos sobre se ele possuía ou não as qualificações necessárias para o Imamato a sucessão ao imamato de um menor gerou considerável controvérsia e debate entre os seguidores de al-Rida, especialmente em relação ao conhecimento (ʿilm) esperado do imã. Um grupo desses Imamis reconheceu o irmão de Ali al-Rida, Ahmad ibn Mūsa, como o sucessor. Outro grupo juntou-se aos Waqifiyya, que reconheceram Mūsa al-Kazim como o último Imam cujo retorno esperavam, enquanto outros, que apoiaram o imamato de Ali al-Rida após a sua nomeação como sucessor do califado por razões oportunistas, regressaram aos seus sunitas e Zaydi. comunidades. Após a morte do Imam Ali al-Rida, oitenta de seus principais apoiadores se reuniram em Bagdá, na casa de Abd-al-Raḥmān b. al-Hajjaj, um distinto companheiro dos Imams al-Sadiq, al-Kazim e al-Rida. Kulayni relata que o mutawali (superintendente do Santuário) fez-lhe um exame que durou vários dias, no qual respondeu trinta mil perguntas, para grande espanto deles. Lá eles decidiram que o filho de al-Rida estava qualificado para ser o Imam. Os apoiadores de Muhammad al-Jawad argumentaram que no Alcorão Jesus falou no berço e até recebeu revelação ainda criança e, como tal, não deveria haver objeção a um Imam que é um menor. Ainda havia desacordo entre os Imamis sobre se um Imam não adulto era igual a um Imam adulto em todos os aspectos, em particular se o seu conhecimento era derivado de fontes comuns, como professores e livros, ou extraordinários. , como os anjos. A posição que prevaleceu foi que tanto os Imames adultos como os Imames menores são iguais em todos os aspectos, incluindo a fonte sobrenatural do seu conhecimento.
De acordo com o xiita Scholer Hossien Modarressi, o fato de não existir outra alternativa clara tornou a transição relativamente indolor. Dificilmente alguém poderia contestar a sucessão do único filho de um venerado chefe da Casa do Profeta, que morreu no auge da sua popularidade. Também foram encontradas soluções adequadas para as questões sobre as qualificações de uma criança Imam. Portanto, após um curto período de incerteza que a comunidade experimentou, o Imamato de Muhammad al-Jawad foi aceito por quase toda a corrente dominante da comunidade Imamita.

#### A busca por precedentes
O melhor tipo de precedente para al-Jawad teria sido um dos primeiros Imames, mas nenhum era tão jovem quanto Aba Jafar al-Jawad. As ideias colocadas na boca de al-Ma'mun no momento do noivado que lembraram aos ouvintes dos primeiros anos de al-Hasan e al-Husayn ao fazerem o juramento de lealdade, e do próprio Al quando ele aceitou o Islã, respectivamente com seis e dez anos de idade, foram o mais próximo que puderam chegar de um paralelo direto para al-Jawad. Um paralelo tênue foi encontrado na situação de al-Kazim que, embora tivesse vinte anos quando al-Sadiq morreu, tem muitas histórias de passagem que ocorreram durante sua infância, e algumas que se referem à sua posse de conhecimento em uma idade precoce, criança no berço." De todos os Imames posteriores, no entanto, al- Kazim é ou por ter falado enquanto ainda era aquele cujo Imamato é geralmente aceito como não reconhecido.
por algum tempo após a morte de al-Sadiq. Os relatórios de designação para ele são, portanto, mais do que normalmente suspeitos. Além disso, algumas das próprias histórias que relatam suas habilidades no berço e quando criança, são relatadas pelas pessoas que poderiam estar mais ansiosas para descobrir tais precedentes: pessoas como Zakariyya ibn Adam e Muhammad ibn Sinän.  simplesmente não havia precedentes diretos para as circunstâncias de al-Jawad entre os Imames.  A ênfase é colocada, portanto, nos exemplos menos óbvios dos Profetas anteriores. Há uma infinidade de histórias em que al-Rida, confrontado com as reações duvidosas dos companheiros à designação de uma criança, explica o paralelo entre o Imamato e a Missão Profética, dando como principal exemplo o Profeta Jesus, uma criança divinamente escolhida.
Declarações semelhantes também são atribuídas a al-Rida: "Isso [sua idade] não o prejudica [al-Jawad], Isa [Jesus] se tornou o hujja de Deus (lit. 'prova') quando ele tinha três anos de idade."  a estrutura básica comum a todos os relatos é uma visita feita por Ali ibn Asbat w a Medina com a intenção de ver al-Jawad para poder descrevê-lo aos seus companheiros no Egito. Aqui, novamente, o apoio ao seu Imamato é levado mais longe; não apenas as evidências do Alcorão são agora produzidas, mas as próprias palavras estão saindo da boca de al-Jawad, um afastamento significativo de outras histórias. Alguns relatos desviam-se desta estrutura num caso para fazer questão de introduzir a sua idade, afirmando que ele tinha cinco anos antes de se tornar Imam. Em outro caso, Ali informa que estão discutindo sua falta de anos, o que implica que ele tem pelo menos nove anos e já é Imam. A base fundamental da resposta do Imam é que: “Oh, Ali, Deus usa como Sua prova no Imamato exatamente o mesmo que Ele faz na Missão Profética... Nós demos a ele hukm [sabedoria inerente] quando criança 119; 131.... Quando ele atingiu a maturidade, nós lhe demos hukm e ilm [conhecimento religioso real] (112;22). É possível que o hukm chegue a alguém quando criança ou como homem de quarenta anos.”  como evidenciado por alguns relatos em heresiografias e em al-Maqalat por al-Mufid. Este último relata que alguns propuseram que os "homens piedosos com conhecimento religioso e jurídico" deveriam liderar até que al-Jawad amadurecesse.  No entanto, a resposta predominante foi que tanto os Imames adultos como os Imames menores são iguais, uma vez que ambos recebem o seu conhecimento de fontes sobrenaturais. Na verdade, já existiam tradições atribuídas a Imames anteriores afirmando que cada Imame herdaria o pleno conhecimento do seu antecessor após a sua morte.

### Rede de representantes
Apesar do status bem desenvolvido da organização Imamite durante o último período do Imamato de al-Rida, ele morreu, deixando um sucessor com apenas sete anos de idade, causando assim mais divisões entre seus seguidores. Por causa da expansão da população xiita muito a leste dos centros tradicionais no Iraque e na Arábia por volta dessa época, bem como a pouca idade de Muhammad durante a primeira parte de seu imamato, o papel do wakil na supervisão direta dos assuntos diários dos Imamis aumentou significativamente durante o imamato de Muhammad. A instituição da wikala (deputado) foi a consequência da incapacidade do Imam de receber seus seguidores ou se comunicar com eles pessoalmente. A rede de agentes foi fundada pelo Imam Kazem. Os wakils (agentes) do Imam viviam em diferentes cidades. O Imam Reza manteve a organização ordenada estabelecida por seu pai e nomeou agentes em todos os lugares. Os wakils do Imam Reza também continuaram suas atividades após o exame de Javad durante a temporada do Hajj e a descoberta de que ele era o verdadeiro imã. Os xiitas Imami que estavam espalhados por todo o país islâmico, exceto durante os dias do Hajj, quando se encontraram com o Imam Javad diretamente, se comunicaram com ele por meio de seus wakils nas cidades. Os agentes do Imam se espalharam por muitas províncias, como al-Ahwaz, Hamadan, Sistan, Bist', Rayy, Basra, Wasit, Bagdá e os centros tradicionais dos Imamitas, Kufa e Qum. alguns dos quais eram Ali Ibn Mahziyar em Ahvaz, Ibrahim Ibn Muhammad Hamdani em Hamadan, Yahya bin Abi Imran em Ray, Yunus bin Abdul Rahman e Abu Amr Hazaa em Basra, Ali bin Hasan Wasti em Bagdá, Ali bin Asbat no Egito, Safwan bin Yahya em Kufa, Saleh bin Muhammad bin Sahl e Zakaria bin Adam em Qom. Além desses agentes, al-Jawad às vezes enviava representantes especiais às cidades para coletar impostos religiosos, incluindo Khums.
O Imam deu permissão aos seus apoiadores para assumirem várias posições governamentais influentes. Muhammad ibn Ismail ibn Bazi e Ahmad ibn Hamzah Qummi são dois exemplos de tais indivíduos que alcançaram posições muito altas no governo abássida. Outro exemplo é o de Nuh ibn Darraj, o juiz de Bagdá, que mais tarde se tornou o juiz de Kufa. Outros imamitas se tornaram governadores de algumas províncias abássidas, como al-Husayn b. ‘Abd Allah al-Nisaburi, o governador de Bist e Sistan, e al-Hakam b. ‘Alya al-Asadi, o governador do Bahrein. Ambos os homens pagaram os khums (imposto religioso) a al-Jawad enquanto escondiam sua lealdade a ele.
As fontes imami são silenciosas sobre as ações militares da organização de agentes, mas Jassim Hossein relacionou a revolta de Qom e sua supressão - que foi ordenada por Ma'mun em 210 A.H e na qual Yahya bin Abi Imran, um dos agentes do Imam Javad, foi morto - com atividades políticas dos agentes do Imam. De acordo com Hussein, al-Ma'mun vinculou essas atividades a al-Jawad. Assim, ele se esforçou para acabar com elas por meio do Imam. De acordo com al-Azdi e al-Tabari, durante sua marcha para invadir al-Rum, al-Ma'mun convocou al-Jawad e o recebeu em Tikrit em Safar 215/830, onde ele casou sua filha Umm al-Fadl com ele. Mas esse casamento não deu a al-Ma'mun o apoio dos Imamites nem impediu as revoltas em Qumm.
Nos últimos anos do Imamato de al-Jawad, o sistema e as táticas dos agentes Imamites foram altamente desenvolvidos. Os seguidores do Imam em Khurasan permitiram que fossem recrutados para o exército 'Abbasid e participaram da subjugação da rebelião dos Khurramiyya. De acordo com al-Tusi, em 220/834 eles apreenderam uma grande quantidade de saque dos rebeldes, então al-Jawad ordenou que eles pagassem os khums diretamente a ele ou a seu agente. O próprio Al-Jawad, ao ouvir a ordem de al-Mu'tasim para se apresentar em Bagdá, pediu a seu representante Muhammad b. Al-Faraj que entregasse os khums a seu filho 'Ali al-Hadi como um sinal de que ele seria seu sucessor.

### Revoltas xiitas
uma série de revoltas ocorreu entre 210-220 A.H. no ano 210/825 o povo de Qumm, a maioria dos quais eram imamitas, apelou ao califa para reduzir seu imposto sobre a terra (al-kharaj), assim como ele havia reduzido o kharaj dos habitantes de Rayy, mas ele ignorou seu apelo. Portanto, eles se recusaram a pagar o kharaj e assumiram o controle dos assuntos de Qumm. Como resultado, al-Ma'mun despachou três regimentos de seu exército de Bagdá e Khurasan para reprimir sua revolta. O líder do exército abássida, Ali ibn Hisham, cumpriu sua tarefa. Ele demoliu o muro de Qumm e matou muitas pessoas, entre elas Yahaya ibn Umran, que, de acordo com Ibn Shahr Ashub, era o agente de al-Jawad. Além disso, al-Ma’mun coletou sete milhões de dirhams dos habitantes de Qumm como um kharaj em vez do valor normal, que era de dois milhões de dirhams antes da revolta. Os relatos de al-Tabari e Ibn al-Athir indicam que alguns dos líderes desta revolta foram exilados para o Egito, entre eles Ja’far b. Dawud al-Qummi. Não há indicação de qualquer conexão entre a revolta e a casa Alid, muito menos com os imãs quiescentes. de acordo com Jasim Hussein, al-Ma’mun vinculou essas atividades com al-Jawad. Assim, ele se esforçou para acabar com elas por meio do imã. De acordo com al-Azdi e al-Tabari, durante sua marcha para invadir al-Rum, al-Mam'un convocou al-Jawad de Medina para o Iraque e casou sua filha Umm al-Fadl com ele. Mas esse casamento não deu a al-Ma'mun o apoio dos imamitas nem impediu as revoltas em Qumm.
Ainda mais perturbadora pode ter sido a repetição da revolta em 216 A.H sob a liderança de Jafar ibn Dawud al-Qummi, que durou até o ano 217. De acordo com al-Tabari, Ja'far b. Dawud escapou do Egito e se rebelou em Qumm em 214/829, mas sua revolta foi subjugada e ele foi preso e banido novamente para o Egito. Ja'far b. Dawud conseguiu escapar novamente do Egito e se rebelou em Qumm em 216/831, onde derrotou o exército enviado por alMa'mun e matou seu líder 'Ali ibn 'Isa. Ele continuou sua resistência até o final do ano 217/832, quando as tropas 'Abbasid encerraram sua revolta e o executaram.
De preocupação mais imediata para al-Mutasim foi a revolta Zaydi em 219 de Muhammad ibn al-Qasim em Taliqan. Nenhuma razão clara é dada para sua rebelião, além da sugestão de que ele foi seduzido pela adoração de um Khurasani visitante, que disse que ele era mais digno do Imamato do que qualquer outra pessoa. A rebelião não deu em nada, e Muhammad foi capturado e preso. Mais tarde, ele escapou de seu confinamento e desapareceu da vista do público, possivelmente, de acordo com uma fonte, em Wasit, onde ele finalmente morreu.

### Companheiros e narradores de hadith
De acordo com o historiador xiita Ahmad Ahmadi Birjandi, durante seus sete anos de Imamate, Imam al-Jawad tratou da divulgação e instrução das verdades do Islã e teve discípulos e companheiros eminentes, cada um sendo um pináculo da cultura e erudição islâmicas. Eles escreveram seus ditos e fatwas e todas as máximas e artes que ele declarou. Foi em virtude destes estudiosos e narradores que esta herança foi escrita e se tornou um dos tesouros do intelecto e da cultura islâmica. Existem muitos companheiros e narradores dos hadiths do Imam Javad. O Xeque Tusi listou cento e dezesseis deles; Embora apenas alguns deles tenham sido companheiros especiais e confiáveis. Ali bin Mahziyar Ahwazi, Abu Hashim Dawood bin Qasim Jafari, Abdul Azim Hasani, Ahmad bin Muhammad Bazanti, Eesa al-Ash'ari al-Qummi e Ali bin Asbat Kufi estavam entre os companheiros de confiança do Imam e narraram hadith dele mais de outros. Além disso, Ahmad bin Abi Khalid e Muwafq bin Haroon, ambos servos do Imam, e Uthman bin Saeed Amri e Amro bin Firat, seus bebês, narraram dele. em particular Eesa al-Ash’ari al-Qummi: o Xeque at-Tusi mencionou-o como um dos companheiros do Imam al-Jawad. Ele foi o primeiro que morou em Qum. Ele foi apelidado de Abu Ja'far. Al-Kashshi disse: 'Abu Ja'far era o chefe do povo de Qum, seu notável e jurisprudencial sem igual. Ele também foi o chefe que conheceu os governantes. Ele conheceu Imam Rida, Imam al-Jawad e Imam al-Hadi. Ele escreveu vários livros, como at-Tawheed (monoteísmo), Fadhl an-Nabiy (a virtude do Profeta), al-Mut'a (casamento temporário), an-Nawadir (raridades), anNasikh wel Mansookh (o revogado e o revogado) e outros. Ali bin Mahziyar era cristão e se converteu ao Islã. Ele foi um dos melhores companheiros do Imam al-Jawad e um dos estudiosos mais famosos. Imam al-Jawad enviou muitas cartas a Ali bin Mahziyar, o que mostra a estreita relação entre eles e a alta posição de Ali perto do imã. Ele escreveu uma coleção de livros mostrando seu conhecimento abundante. A maioria desses livros é de jurisprudência. Entre esses livros estão os seguintes: Wudu', Oração, Zakat, Jejum, Hajj, Divórcio, Punições, Dinheiro de Sangue, at-Tafsir, As Virtudes, Libertação e Gestão de Escravos, Ganhos, al-Qa' im (al-Mahdi), Boas Novas.
Algumas pessoas também foram caluniadas pelo Imam, incluindo os Ghulats (literalmente 'exageros') que desempenharam um papel importante na difamação dos xiitas e eram odiados pelos imãs. Em uma narração citada por Ali Bin Mahziyar, Imam Javad amaldiçoou Abul Khattab Muhammad Bin Abi Zainab (um dos líderes Ghulat) e seus companheiros (Abul Ghammar, Jafar Bin Waqid e Hashim Bin Abi Hashim). Segundo uma tradição, o Imam ordenou que um de seus companheiros matasse dois Ghulats, chamados Abu al-Samhari e Ibn Abi Zarqa. O Imam também condenou as seitas Waqifi e Zaidi.

#### Milagres
Muitos milagres foram relatados pelo Imam Javad, muitos deles da mesma natureza daqueles atribuídos a outros Imames, como prever que uma determinada escrava daria à luz um filho a um homem, ou fazer com que uma árvore desse frutos no tempo que levava. ele fazer suas diversas orações no túmulo do Profeta, ou alegrar o coração de uma velha trazendo sua vaca morta de volta à vida. De acordo com Baghstani, alguns milagres e coisas extraordinárias foram atribuídos ao Imam Javad, incluindo falar no momento de seu nascimento, tay al-ard (teletransporte no misticismo islâmico) de Medina para Khorasan para a cerimônia de enterro do Imam Reza, curando os enfermos, cumprindo suas orações pelos amigos e contra seus inimigos, informando sobre os segredos interiores e íntimos das pessoas, informando sobre acontecimentos futuros e sabendo o momento de sua própria morte. Estes milagres e especialmente as declarações que eram um sinal do seu conhecimento pouco ortodoxo, tiveram um efeito até nos corações dos seus oponentes e negadores, de modo que reconheceram o seu Imamato. Dos muitos milagres relatados por al-Jawad, a maioria concentra-se em algum aspecto do conhecimento do Imam, seja ele do passado, presente ou futuro. A menor categoria parece ser a dos eventos passados, ou informações relativas a um período anterior; a maior parte do conhecimento exibido pelos Imames é de circunstâncias presentes, mas ocultas, e de eventos futuros, áreas onde as explicações racionais eram menos prováveis de serem aplicáveis. Algumas das histórias milagrosas contadas sobre al-Jawad retratam o seu conhecimento da verdadeira natureza das pessoas e objetos. Numa ocasião, ele identifica corretamente a escrita em três notas de papel, uma das quais pertencia a al-Rayyan ibn Shabib; noutra ocasião, identifica correctamente uma carta enviada por um waqifita, o que é óbvio pelo facto de o waqifita não receber resposta. Al-Jawad também é retratado como possuidor de uma visão dos corações e mentes dos crentes. Quando Abdallah ibn Razin tentou adquirir 'solo sagrado', terra sobre a qual o Imam havia pisado, o Imam mudava constantemente sua rotina para evitar que Abdallah tivesse sucesso e fosse vítima dos sussurros de Satanás. Da mesma forma, na manhã do casamento de al-Jawad, Muhammad ibn Ali al-Hashim visitou-o e concluiu pelo seu comportamento: “Penso que Abu Jafar sabia o que havia nas almas dos homens, tal como afirmam os Rafiditas.”

#### Sucessor
Após a morte de al-Jawad em 220 AH (835 dC) A maioria dos seguidores Imami de Muhammad al-Jawad reconheceram então o imamato de seu filho Ali ibn Muhammad, que carregaria os epítetos al-Hadi (lit. 'o guia') e al-Naqi (lit. 'o ilustre'). Ali al-Hadi, contado como o décimo imã dos Twelver Shiʿis, também era menor (cerca de sete anos) quando sucedeu a seu pai em 220/835. De acordo com o testamento de seu pai, ele deveria receber suas propriedades, propriedades e escravos após atingir a maioridade, com exclusão de seu irmão Mūsa. Os seguidores de seu pai geralmente o reconheciam como imã. Mais tarde, um pequeno grupo se separou em circunstâncias inexplicáveis, alegando que Mūsa era o imã; eles logo voltaram a ser leais a Ali, já que Mūsa se dissociou deles. (Madelung-2011) Wardrop relata que, de facto, a questão da idade causou aparentemente pouca perturbação na aceitação suave de al-Hadi como sucessor de al-Jawad. O principal relato de sua designação apresenta os wujuh al-shia (xiitas proeminentes) como capazes e dispostos a aceitar a transferência do Imamato sem um grande debate ou um exame de consciência considerável sobre as capacidades de uma criança Imam. enfrentados por al-Jawad e aqueles que finalmente aceitaram al-Jawad certamente não poderiam ter tido reservas justificáveis em relação ao seu filho, pelo menos neste aspecto específico. Na verdade, o único grupo que não aceitou al-Hadi foi um grupo numericamente pequeno que. manteve a sucessão do irmão mais novo de al-Hadi, Musa.

## Família
Um Fadle, filha de Almamune, foi a primeira esposa de Aljauade, de quem Aljauade não teve filhos. Samaneh, originalmente do Magrebe, era uma escrava que era mãe dos filhos de Aljauade. Ela jejuou e orou muito. Em um hadith, Ali Alhadi mencionou sua mãe como uma verdadeira conhecedora de seus direitos e uma moradora do paraíso. Samané foi mencionado entre as mulheres que transmitiram hadith. Todos os filhos de Muhammad Aljauade nasceram de Samaneh. Ele teve dois filhos de Samané, Ali Alhadi e Muça, conhecido como Mobarga. Também duas filhas, segundo algumas fontes, e quatro filhas, segundo outras.
As filhas de Aljauade foram nomeadas de forma diferente por diferentes historiadores. De acordo com ibne Sabaque, o estudioso sunita, eles eram Fatima e Imama. Conforme registrado em Dalael Alimama, eles eram Cadija, Haquima e Um Cultum. Facradim Arrazi acrescenta dois outros nomes, Bajate e Baria, dizendo que não deixaram descendência.

## Aparência e moral
Algumas fontes descrevem Muhammad Aljauade como um rosto branco com uma estatura moderada. Alguns outros dizem que ele era moreno. De acordo com Madelung, a aparência de pele negra de Jawad foi uma das razões pelas quais os abássidas se opuseram ao seu casamento com a filha de Almamune, Umm al-Fadl. A figura em seu anel, que também foi usado como seu selo, era "Glória a Allah".
Quando criança, Muhammad Aljauade ganhou o nome Aljauade ("o generoso"). Quando seu pai estava fora, as pessoas se reuniam na porta de Aljauade na esperança de obter ajuda. Os cuidadores de Aljauade o fizeram sair de casa apenas por outra saída para evitá-los. Ao ouvir isso, seu pai escreveu uma carta aconselhando o filho a não ouvir aqueles que lhe diziam para não usar o portão principal da casa. Ele escreveu que o outro conselho veio da avareza e do medo de que outra pessoa pudesse receber bondade (esmola) de Aljauade. Al-Ridha escreveu: "Sempre que você quiser sair, mantenha um pouco de ouro e prata com você. Ninguém deve pedir nada sem você dar a ele. Se um de seus tios pedir que você seja piedoso com ele, não o faça. dê-lhe menos de cinquenta dinares e poderá dar-lhe mais se quiser. Se uma das suas tias lhe pedir, não lhe dê menos de vinte e cinco dinares e poderá dar-lhe mais se quiser..."

## Posição científica
Embora o Imam Javad tenha alcançado o Imamato ainda jovem e a duração de seu Imamato tenha sido curta, em fontes xiitas e em várias fontes sunitas, mais de duzentos hadiths são atribuídos a ele, o que mostra seu status acadêmico e conhecimento de jurisprudência, interpretação, crença e tem moral. Condições políticas difíceis fizeram com que ele escondesse o seu Imamato por um tempo; Portanto, a maneira mais fácil para os xiitas se comunicarem com o Imam era escrever cartas. O Imam manteve contato ativo com seus seguidores através da escrita de cartas; em um Hadith xiita, seu pai o elogia por escrever cartas “extremamente elegantes” quando ainda era menino. Muitas obras e materiais deixados por ele estão incluídos em suas cartas aos xiitas. Em suas cartas, os xiitas levantavam suas questões e o Imam as respondia. Suas correspondências cobriam uma ampla variedade de tópicos, mas geralmente eram respostas a questões de fiqh, especialmente sobre questões pessoais de casamento, divórcio e herança. Na maioria dos casos, o nome da pessoa para quem o Imam escreveu uma carta é conhecido. Na enciclopédia Al-Imam al-Jawad, exceto o pai e o filho do Imam, os nomes e endereços de sessenta e três pessoas com quem ele se correspondia foram coletados de todos os hadiths e fontes religiosas, é claro, algumas das cartas foram escritas em resposta a um grupo de xiitas. e em alguns casos, o autor da carta não é conhecido. De acordo com fontes hadith, Imam Javad narrou muitos hadiths do Profeta ou Imames antes dele. Os quatro livros de hadith xiitas, bem como outros livros narrativos, contêm muitos hadiths jurisprudenciais de Jawad, cuja diversidade de assuntos é digna de atenção. Quase em mais da metade dos capítulos e tópicos jurisprudenciais (de acordo com as divisões dos livros jurisprudenciais), foram narrados hadiths dele. Além disso, sobre questões religiosas como monoteísmo, atributos de Deus, profecia e imamato, existem hadiths narrados pelo Imam Javad. Outra parte dos hadiths transmitidos pelo Imam são os hadiths de interpretação do Alcorão. Esses hadiths são principalmente jurisprudenciais e teológicos, e às vezes incluem a interpretação de alguns versículos do Alcorão. Outra parte dos hadiths narrados por aquele imã inclui seus debates e argumentos em questões jurisprudenciais e teológicas.
Durante os oito anos em que o Imam viveu em Bagdá, ele se dedicou principalmente ao ensino. Muhammad al-Taqi era conhecido por sua defesa pública da tradição islâmica. De acordo com Hamid Mavani, a maioria dos relatórios de hadith que ordenam khums (esmolas islâmicas, lit. 'um quinto') são atribuídos ao nono e décimo imames xiitas, Jawad (falecido em 835) e Hadi (falecido em 868), respectivamente. A razão para isto, argumenta-se, é que a decisão sobre os khums foi um exemplo da autoridade discricionária dos Imames como líderes religiosos e temporais. Portanto, baseou-se na sua convicção, naquele momento específico, de que tal decisão revista era do melhor interesse da comunidade.
Entre os xiitas, os títulos al-Qa'im (lit. 'aquele que se levantará') e menos frequentemente al-Mahdi referem-se à figura messiânica no Islã. O uso destes dois termos causou tanta confusão entre os seguidores de al-Jawad que alguns não tinham certeza se al-Qa’im e al-Mahdi eram o mesmo indivíduo ou não. Portanto, de acordo com al Saduq, al-Jawad teria dito que al-Qa’im é de "nós" e que ele seria al-Mahdi; ele deveria ser aguardado por seus seguidores durante sua ocultação e obedecido em sua ascensão e que seria seu descendente na terceira geração.

### Os Debates do Imam Jawad
O Imam Javad foi chamado para debater por dois grupos: por alguns xiitas por causa de sua juventude. (Baghestani) a principal razão por trás dessas discussões era que, devido à sua idade, o imamato do Imam Jawad ainda não estava totalmente comprovado para muitos xiitas. Portanto, para obter certeza e examinar o Imam, eles lhe fizeram muitas perguntas sobre uma variedade de questões. e por Ma'mun e Mu'tasim, originalmente para desafiar a questão do conhecimento divino dos Imams, e aparentemente por causa de sua amizade e interesse nos Imams.

#### O Debate com Yahya ibn Aktham
O debate do Imam Javad com Yahya Ibn Aktham na presença de Ma'mun, a respeito da decisão sobre a caça durante o Hajj, é famoso. Quando Mamun deixou Tus para Bagdá, ele convocou o Imam Jawad para Bagdá. Ma’mun propôs que o Imam se casasse com sua filha. Quando os abássidas se opuseram a esse casamento e questionaram as qualificações do Imam, Mamun ordenou um debate. Os abássidas selecionaram Yahya ibn Aktham e Ma’mun organizou uma reunião para testar o conhecimento do Imam Jawad. Yahya então perguntou: “O que você diz de um indivíduo que é Muhrim (no estado de Ihram durante a peregrinação do Hajj) e caçou um animal enquanto estava naquele estado?” O Imam Jawad respondeu: “Este indivíduo matou o animal na ‘Colina’ (fora dos limites do Haram) dentro do Haram? Ele conhecia as regras sobre caça enquanto estava em Ihram ou era ignorante? Ele matou o animal de propósito ou por acidente? Ele era um homem livre ou um escravo? Ele era menor ou era maduro (baligh)? Foi a primeira vez que ele cometeu tal ação ou ele já fez isso várias vezes ou já estava lá antes? Foi um pássaro ou outro tipo de animal? O animal era pequeno ou grande? Ele não se arrepende do que fez ou está arrependido? Ele caçou à noite ou durante o dia? Ele estava no Ihram da Umrah ou no Ihram do Hajj? Yahya ficou surpreso com todas essas questões secundárias que o Imam havia apresentado. Após a incapacidade de Yahya de responder, Mamun pediu ao Imam que respondesse a todas essas perguntas ela mesma, e o Imam respondeu a todas elas.

### Suas narrações e ditos
O Imam Muhammad al-Jawad narrou um grupo de tradições do mensageiro de Allah através da série de seus pais. Ele também narrou de seus avôs Imam Ali e Imam as-Sadiq e de seu pai Imam Rida. (Qurashi-67)
- Ele narrou do Imam Ali seu dito, “O mensageiro de Allah me enviou ao Iêmen e me recomendou dizendo, ‘Ó Ali, aquele que pede a Allah orientação adequada, não ficará desapontado e aquele que consulta os outros, não se arrependerá. Ó Ali, marche na escuridão porque a terra é atravessada à noite e não durante o dia. Ó Ali, saia cedo pela manhã em nome de Allah porque Allah abençoou [à minha umma a realização de ações no início da manhã….” (Qurashi-67)
- Ele narrou que o Profeta havia dito, “Quem culpa o tempo, sua culpa durará muito.” (Qurashi-67)
- Ele narrou do Profeta seu dito, "O homem está escondido sob sua língua." (Qurashi-65)
- Ele narrou do Imam Ali, Uma vez, um homem de Basra se levantou e disse ao Imam Ali, "Você poderia nos contar sobre irmãos?" O Imam Ali disse, "Irmãos são dois tipos; irmãos de confiança e irmãos de sorriso. Quanto aos irmãos de confiança, eles são como a mão, a asa, o parente e o dinheiro para você. Se houver confiança entre você e seu irmão, você dá a ele do seu dinheiro, ajuda-o com sua mão, faz amizade com os amigos dele, seja inimigo do inimigo dele, guarde seus segredos, apoie-o e mostre suas boas qualidades. Ó homem que pergunta, saiba que irmãos de confiança são mais raros do que o enxofre vermelho. E quanto aos irmãos de sorriso, você obtém seu prazer deles. Não corte sua relação com eles e não peça mais a eles de suas consciências. Sorria para [eles e seja cortês com eles, contanto que façam isso com você." (Qurashi-68)
- Imam Jawad: “Cuidado com a amizade com pessoas ignorantes e más, pois elas são como espadas desembainhadas, que parecem bonitas, mas produzem resultados feios.” (Birjandi-191)
- Imam Jawad: “Um crente precisa de três virtudes: sucesso de Allah, um autopregador que constantemente o admoesta de dentro, e acesso a conselheiros que o ajudem a obter orientação.” (Birjandi-191)
- Imam Jawad: “Como uma pessoa seria arruinada e desperdiçada quando Allah aceitou sua devoção? Como alguém pode ser salvo quando se afasta de Allah e se junta a outros? Aquele que age de forma não acadêmica (ou seja, através do caminho da ignorância e ingenuidade) causará devastação em vez de melhoria.” (Birjandi-191)

### Funciona
Majlesi e Ḥarrāni o registraram como autor de mawāʿeẓ wa ḥekam, uma espécie de ditados éticos religiosos.
A correspondência de Aljauade com seus seguidores também foi coletada em diferentes livros xiitas. Estas cartas foram enviadas para diferentes pessoas, entre elas 63 são conhecidas. Aljauade também narrou muitos Hadiths em diferentes assuntos de Fiqh, a maioria dos quais foram relatados por Maomé e Imames anteriores.
Alguns dos aforismos de Aljauade também foram reunidos em diferentes fontes, como Tuhaf al-Uqul e al-Fususo al-Mohemmah.

## Perspetivas

### Perspetiva sunita
Seleção do que os estudos sunitas disseram sobre o Imam Muhammad b. Ali al-Jawad: 
1. Maomé b. Talha ash-Shafi'i (falecido em 652 AH) diz: "Aba-Ja'far [Muhammad b. Ali (Imam al-Jawad)] o segundo Maomé... era renomado e tinha uma posição elevada [na comunidade] apesar de sua juventude."[92]
2. Sab b. Jowzi (falecido em 654 AH) descreve o Imam Jawad nos seguintes termos: "Ele seguiu os passos de seu pai em seu conhecimento, piedade, ascetismo e munificência."[92]
3. Shaykh ol-Islam Eben Teymiya (falecido em 728 AH) diz "Muhammad b. Ali al-Jawad era um dignitário de Bani-Hashem e era conhecido por sua eminência e generosidade, razão pela qual ele era conhecido como al-Jawad (o Munificente)."[92]
4. Shamsuddin Muhammad b. Yusof b. Hasan al-Ansari az-Zarandi al-Madani al-Hanafi (falecido em 747 AH) diz: "Muhammad b. Ali al-Jawad era um imã, um estudioso, de caráter sólido, era temente a Deus, era devoto, colocado [ suas crenças] em prática, foi um asceta, foi aperfeiçoado, foi corajoso, foi munificente, foi puro, foi confiável e digno de confiança, foi um guia para o desenvolvimento [religioso] e a aquisição de [as] honras."[93]
5. Khaja Abdolfattah b. Muhammad an-No'män al-Hanafi al-Hendi (falecido em 1096 AH) diz: "O agnomen (konya) do Imam Muhammad b. Ali [Imam Jawad] era Abu-Ja'far, de modo que ele tinha o mesmo agnomen bem como o mesmo nome de seu ancestral [Abu-Ja'far Muhammad b. Ali] Imam al-Baqer, razão pela qual o chamaram de Abu-Ja'far, o Segundo. Ele foi dotado de "maravilhas impossíveis" (Karamat). e feitos extraordinários (khawareq) desde sua [primeira] infância."[94]
6. Shaykh Yusof b. Isma'il an-Nabhānī (falecido em 1265 AH) diz: "Muhammad al-Jawad b. Ali foi um dos grandes Imames e foi uma luz brilhante da comunidade de nossos Senhores e Mestres (sådâtona), o ahl al-Bayt (o povo da casa [do Profeta])."[94]
7. O Dr. Abdulsalam al-Termedhi diz: "Abu-Ja'far, conhecido como al-Jawad, foi o nono Imam dos Imames do madhhab Imamiya (Twelver). Ele era inteligente e tinha uma língua capaz que tinha respostas rápidas em o pronto (era perspicaz)."[94]
8. Khairuddin az-Zarkali diz: "Muhammad b. Ali [al-Jawad] foi o nono Imam dos Imames do madhhab Imamiya (Twelver). Como seu pai, ele tinha uma posição elevada na comunidade, era muito inteligente, tinha uma língua competente e era perspicaz.”[95]
9. Ali al-Hosayni al-Fakri al-Qaherai diz: “[o califa abássida] al-Ma'mun tinha o Imam Jawad em alta honra e estima e foi muito generoso com ele, tornando-o seu conselheiro e confidente (moqarrab') . Ele estava apaixonado por ele por causa da excelência de suas virtudes, [da grandeza de] seu conhecimento, da perfeição de sua mente e da lógica incontestável [de seus argumentos]. Ele havia decidido dar a mão de sua filha Omm Fadi ao Imam Jawad em casamento, mas o clã Bani Abbas ficou preocupado e tentou dissuadi-lo de sua decisão porque temiam que ele delegasse a aparência de herdeiro ao Imam Jawad assim como seu meu pai deu ao Imam Rida.”[96]
10. Ahmad b. Hajar al-Haythami al-Makki (falecido em 974 AH) relata, assim como vários outros estudiosos sunitas: 'O califa abássida al-Ma'mun honrou e foi generoso com o Imam Jawad quando decidiu dar a mão de sua filha Omm Fadi com o Imam Jawad em casamento, o clã Abássida ficou preocupado e tentou dissuadi-lo de sua decisão. al-Ma'mun explicou a razão de sua decisão como [a extraordinária amplitude do] conhecimento do Imam, a excelência de suas virtudes e sua tolerância, todas elas maiores do que todos os outros estudiosos, adeptos e teólogos, apesar da juventude do Imam.[97] O clã Bam-Abbas divergiu neste ponto e decidiu resolver a questão colocando o Imam à prova. Eles então ordenaram Yahya b. Aktham, o grande mestre e estudioso da época, para [aparecer na corte de] al Ma’mun, prometendo a este último que Yahya b. Aktham humilharia o Imam Jawad. E assim foi combinado. Eles sentaram o Imam Jawad em um lugar de honra, e Yahya b. Aktham passou a fazer suas perguntas ao jovem Imam, que respondeu a todas elas perfeitamente. al-Ma'mun então se voltou para o Imam Jawad e disse-lhe que ele havia se saído bem, e perguntou-lhe se ele, por sua vez, tinha alguma pergunta para Yahya b. Aktham? E então o Imam perguntou a Yahya: 'O que você diz sobre [o caso de] um homem que olha para uma mulher de maneira ilegal no início da manhã, que então se torna lícito para ele [olhar com desejo carnal] antes do meio-dia , e se tornar ilegal para ele [novamente] ao meio-dia, apenas para se tornar legal para ele [mais uma vez] à tarde, e se tornar ilegal para ele [pela terceira vez] ao pôr do sol, que se torna legal para ele [pela terceira vez ] na hora da noite (esha) devoções rituais (sala), e torna-se ilegal para ele [pela quarta vez] à meia-noite, e torna-se lícito para ele [pela quarta vez] ao amanhecer?' não sei!' Imam Jawad disse, a pessoa [em questão] é uma escrava (kaniz) que um homem não-árabe (ajnabi) olhava com luxúria, o que era ilegal para ele; o homem então compra a escrava antes do meio-dia, apenas para libertá-la ao meio-dia; ele então se casa com ela à tarde; e divorcia-se (zehar) dela ao pôr do sol; [e lamenta sua ação] e paga o preço da expiação (kaffara) [do divórcio zehar], à noite, [tornando-a assim legítima para ele novamente]; à meia-noite, ele se divorcia dela e “volta” para ela ao amanhecer.' Neste ponto, Ma'mun virou-se para seus parentes e exclamou: 'Agora você vê aquilo que você estava determinado a negar? ' Ele então casou sua filha Omm Fadi com o Imam Jawad antes da mesma assembleia.”[94]

### Perspetiva xiita
Conforme registrado em Bihar al-Anwar, ali al-Ridah se dirigia a seu filho como abu Ja'far, por respeito. Aljauade também foi elogiado por suas letras fluentes. Também é narrado que em uma ocasião, ali ibn Ja'far, o proeminente jurisprudente, estava sentado com seus companheiros quando Aljauade, que era muito jovem na época, veio à mesquita. Ali ibn Ja'far saltou em seus pés e beijou sua mão. Aljauade pediu-lhe para ir ao local, mas ele não o fez enquanto Aljauade estava de pé. Depois ele foi repreendido por seus companheiros que não esperavam que ele glorificasse uma criança. Eles disseram "você é o tio do pai dele, então por que você agiu dessa maneira com ele?" Ele respondeu: "Fique em silêncio! Foi Allah quem não qualificou esta barba (ele pegou a barba com a mão) para o Imamate e qualificou este jovem e o colocou nessa posição de acordo com Sua vontade. Buscamos a proteção de Allah pelo que você diz."